# Komitat Küküllő

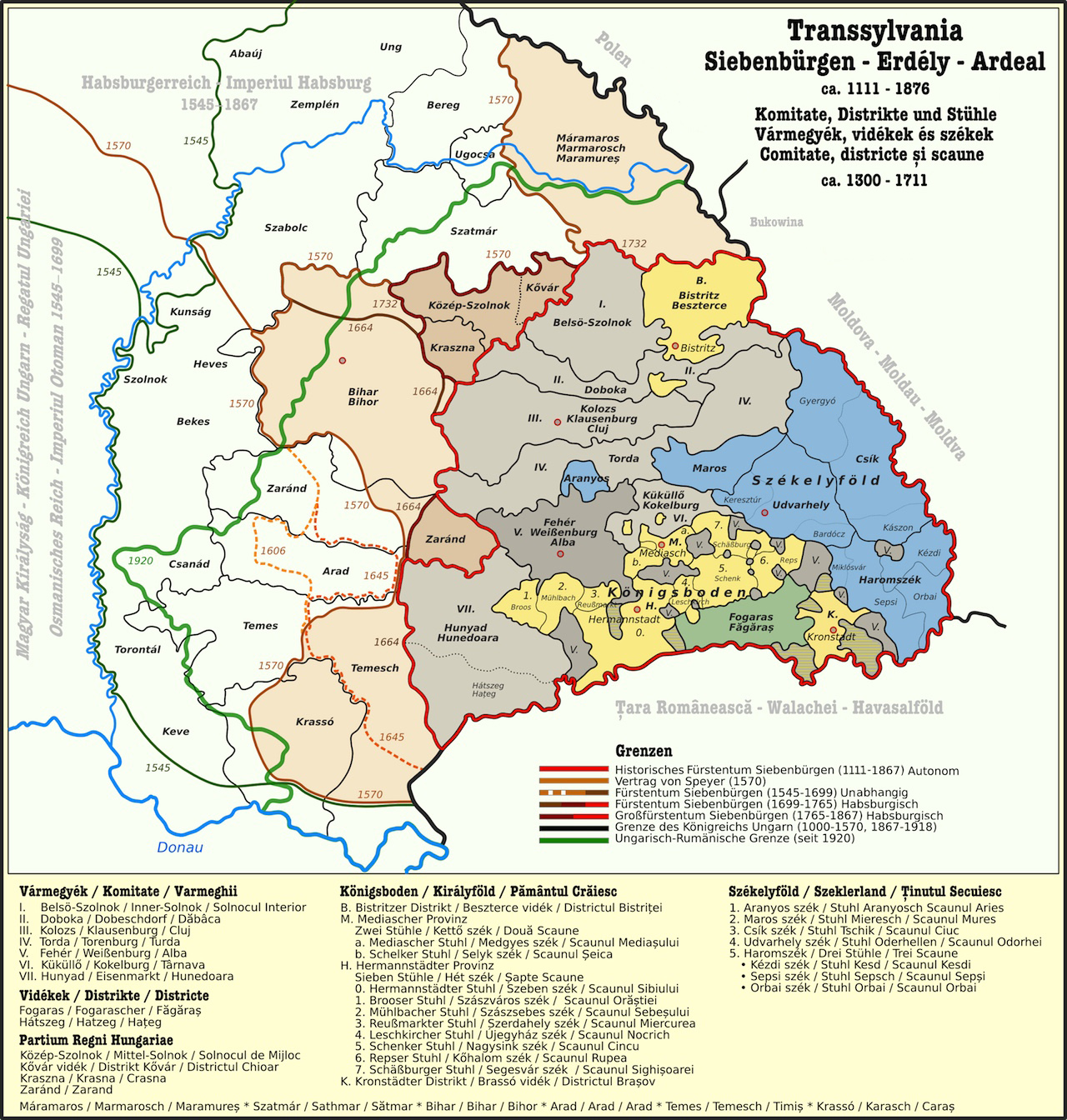
Das Komitat Küküllő (mittig) auf einer Karte Siebenbürgens

Das Komitat Küküllő (ungarisch Küküllő vármegye) war eine Verwaltungseinheit im Osten des Königreichs Ungarn. Verwaltungssitz war Küküllővár.
Das Komitat bestand seit dem 11. Jahrhundert und wurde 1876 im Zuge der Komitatsreform in die Komitate Udvarhely, Nagy-Küküllő und Kis-Küküllő eingegliedert.

## Beschreibung
Das Komitat erstreckte sich im Zentrum Siebenbürgens. Es grenzte zuletzt im Norden an das Komitat Torda und den Szeklerstuhl Marosszék, im Osten an Marosszék und Udvarhelyszék, im Süden an das Komitat Felső-Fehér und die Stühle Mediasch, Schäßburg und Großschenk sowie im Westen an das Komitat Alsó-Fehér.
Das Komitat wurde laut einer Schätzung 1869 von 50.945 (53,7 %) Rumänen, 22.957 (24,2 %) Ungarn, 15.253 (16,1 %) Deutschen und 5740 (6,0 %) Sonstigen bewohnt.